# Sant’Aponal

Die nach Südwesten auf den Campo Sant’Aponal weisende Hauptfassade

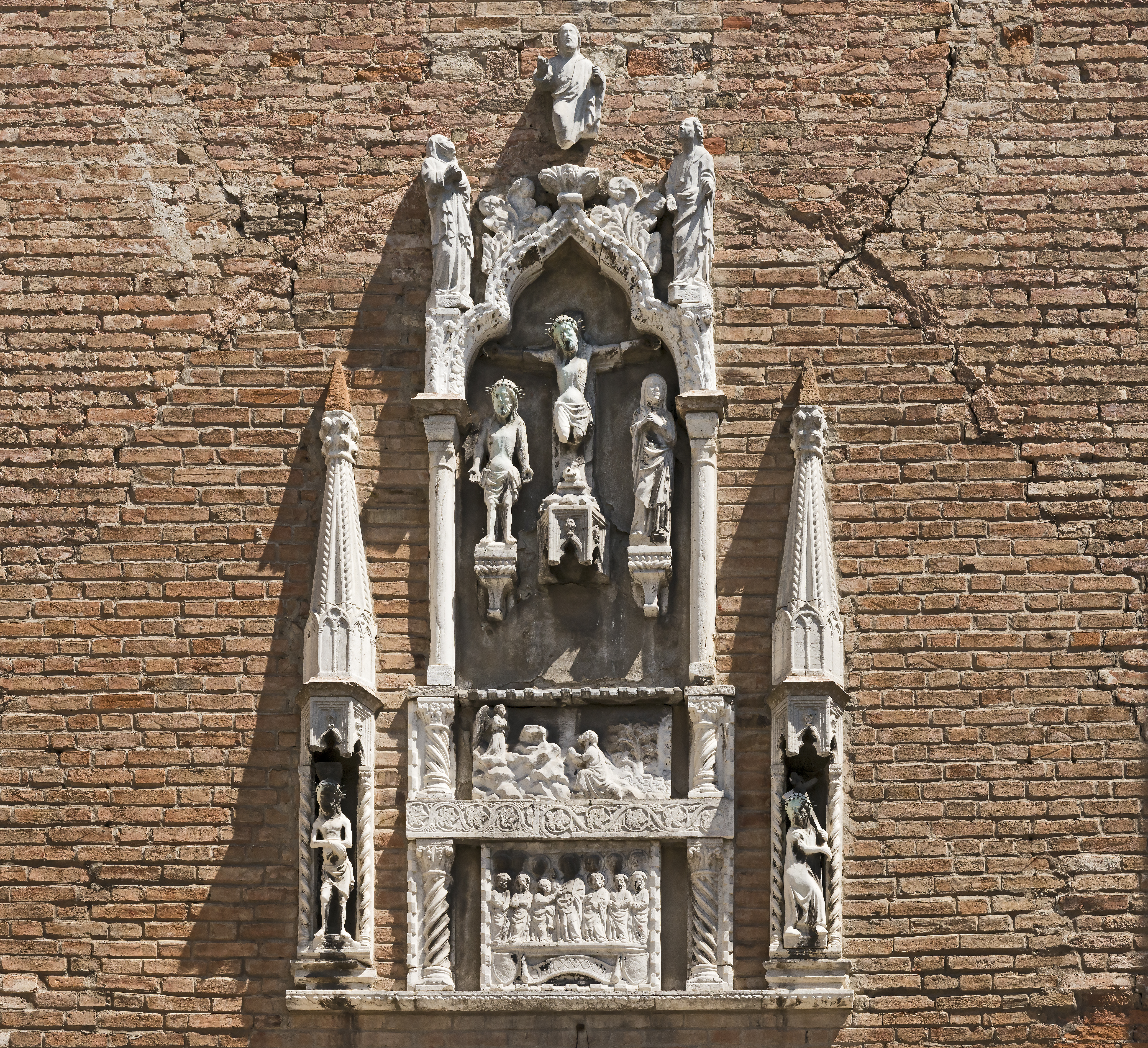
Das Basrelief des 14. Jahrhunderts oberhalb des Eingangsportals

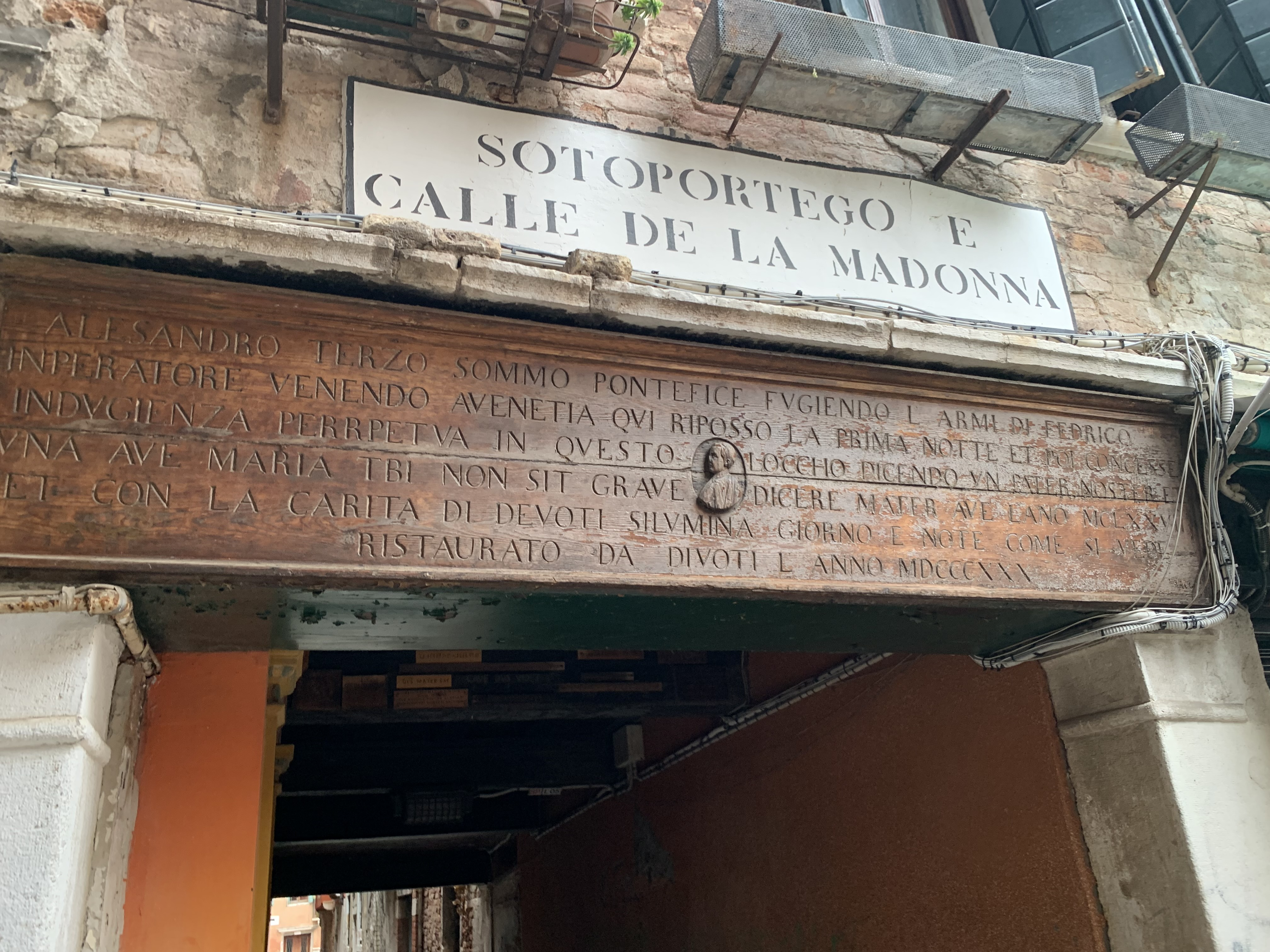
Noch heute befindet sich eine Inschrift auf einer Holztafel am Eingang zum Sotoportego e Calle de la Madonna südlich des Campo Sant’Aponal. Diese Tafel, restauriert 1830, stammt aus dem Jahr 1627. Darin heißt es, Papst Alexander habe dort auf der Flucht vor den Waffen Kaiser Friedrichs seine erste Nacht verbracht, er habe ewige Indulgenzen (Ablässe) eingeräumt, so man ein Pater Noster oder ein Ave Maria an diesem Ort spreche.

Sant’Aponal war eine seit fast einem Jahrtausend bestehende Kirche am gleichnamigen Campo im venezianischen Sestiere San Polo. Sie war Apollinaris von Ravenna geweiht (venezianisch: Aponal), dem Begründer der dortigen christlichen Gemeinde. Das Kirchengebäude besteht bis heute, dient aber seit 1979 profanen Zwecken und ist nicht mehr Mittelpunkt einer Gemeinde. Die heutige Form des Bauwerks entstand um 1450, jedoch erfolgte eine Reihe von Umbauten. 1806 bis 1851 war Sant’Aponal säkularisiert, dann bis zu seiner Profanierung weitere 128 Jahre Mittelpunkt einer Gemeinde. 

## Geschichte
Die Kirche wurde im Jahr 1034 von Ravennaten errichtet, nämlich von den Familien Sievoli und Rampan(i) – wie so häufig im Mittelalter sind verschiedene Schreibweisen überliefert, wie Emmanuele Antonio Cicogna 1830 konstatierte. Auf die Familie Rampan, die bereits zuvor in der zukünftigen Gemeinde lebte, geht nach ihm die Bezeichnung Carampane zurück. Von diesem Bauwerk soll noch das Kreuz mit langobardisch-byzantinischer Einfassung stammen. Der Legende nach barg die Kirche Reliquien des Propheten Jona sowie einen Splitter des Kreuzes Christi.
Obwohl die Kirche bereits im frühen 11. Jahrhundert errichtet wurde, kann erst um 1200 das Gebiet der Gemeinde als vollständig bebaut angesehen werden, als urbanisiert. Wie die meisten Gemeinden, so wehrte sich auch Sant’Aponal gegen die vordringenden, vom Papst privilegierten Minderbrüder, in diesem Falle zunächst der Franziskaner etwa, indem sie vor dem Gericht des Patriarchen Klage einreichte.
Die Kirche wurde im Jahr 1400 zur Kollegiatkirche umgewidmet. Dabei zählte die Gemeinde durchaus zu den vermögenderen. So zogen 1394 die Spezieri da grosso, die en gros mit Gewürzen, Zucker und Wachs handelten, nach Sant’Aponal, wo sie ab 1467 einen Altar für ihren Heiligen San Gottardo unterhielten. 1454 erhielt die Bruderschaft des Jona, die ad honorem et reverentiam Dei et lone profete eingerichtet worden war, dort ihren Sitz. 1506 folgte eine weitere Bruderschaft, die Scuola del Santissimo.
Der romanische Glockenturm wurde in den Jahren um 1407 und 1430 bis 1455 restauriert und umgebaut. Die spätgotische Form erhielt das Kirchengebäude 1450. Weitere Umbauten erfolgten in den Jahren 1570, 1594 und 1791.
Dabei waren Kirchen keineswegs immer friedliche Orte, einige waren sogar besonders häufig von Gewaltakten betroffen, wie etwa San Zanipolo. So wurde am 26. November 1547 Donato dall'Ogio inhaftiert, der als attende alla Ternaria aufgeführt wird (er war also Mitarbeiter an der Zollstelle für Olivenöl) und der mit einem Messer in der Hand einen Musiker namens Battista in der Kirche Sant’Aponal angegriffen hatte.
1806 wurde die Kirche unter Napoleon säkularisiert, 1810 für Gottesdienste geschlossen. Dann begann die Verteilung der Innenausstattung. Die vier Fenster an der Hauptfassade wurden, wohl zum Zweck besserer Belichtung, nun erst durch die Wand gebrochen. Zeitweise wurden dort politische Gefangene untergebracht, die Kirche wurde als Lagerraum genutzt. Schließlich wurde das Gebäude 1840 verkauft.
Jedoch erwarben es Gläubige, die das Bauwerk 1851 wieder eröffneten und dort wieder Gottesdienste ermöglichten. Immerhin hatte die Gemeinde um diese Zeit, folgt man der Zählung von 1858, 1.858 Einwohner und war damit die zahlenmäßig größte Gemeinde im Sestiere San Polo. Das Bauwerk nahm einen Altar aus der Kirche Santa Giustina in Castello auf, ebenso wie das Portal, das ursprünglich die Kirche Sant’Elena zierte, die gleichfalls in Castello stand. Dieses Portal wiederum wurde 1929 zurückerstattet. Über dem nunmehrigen stark verkleinerten Portal wurde ein gotisches Basrelief angebracht, das aus dem späten 14. Jahrhundert stammt.
Von 1965 bis 1979 blieb die Kirche geschlossen. Schließlich wurde sie entweiht. Heute wird sie zum Teil als kommunales Archiv und als Repositorium für Kunstwerke genutzt.